# Тобизен, Герман Августович
Ге́рман А́вгустович фон-То́бизен (1845—1917) — государственный деятель Российской империи, томский и харьковский губернатор, сенатор, действительный тайный советник.

## Биография
Сын Августа Романовича Тобизена (1810—1885).
Окончил Императорское училище правоведения с чином IX класса (1865) и поступил на службу в Министерство юстиции. В 1868 году был товарищем прокурора Калужского окружного суда.
Чины и звания: Камер-юнкер (1871), камергер (1881), действительный статский советник (1883), тайный советник (1893), гофмейстер (1894), действительный тайный советник (1910).
После перехода на службу в Министерство внутренних дел 28 апреля 1878 года, был назначен Лифляндским вице-губернатором и оставался им вплоть до 15 марта 1890 года, когда получил назначение на должность губернатора в городе Томск. За время работы в Риге дважды исполнял обязанности Лифляндского губернатора: с 1 декабря 1882 года по 18 января 1883 года и с 13 мая по 21 июня 1885 года.

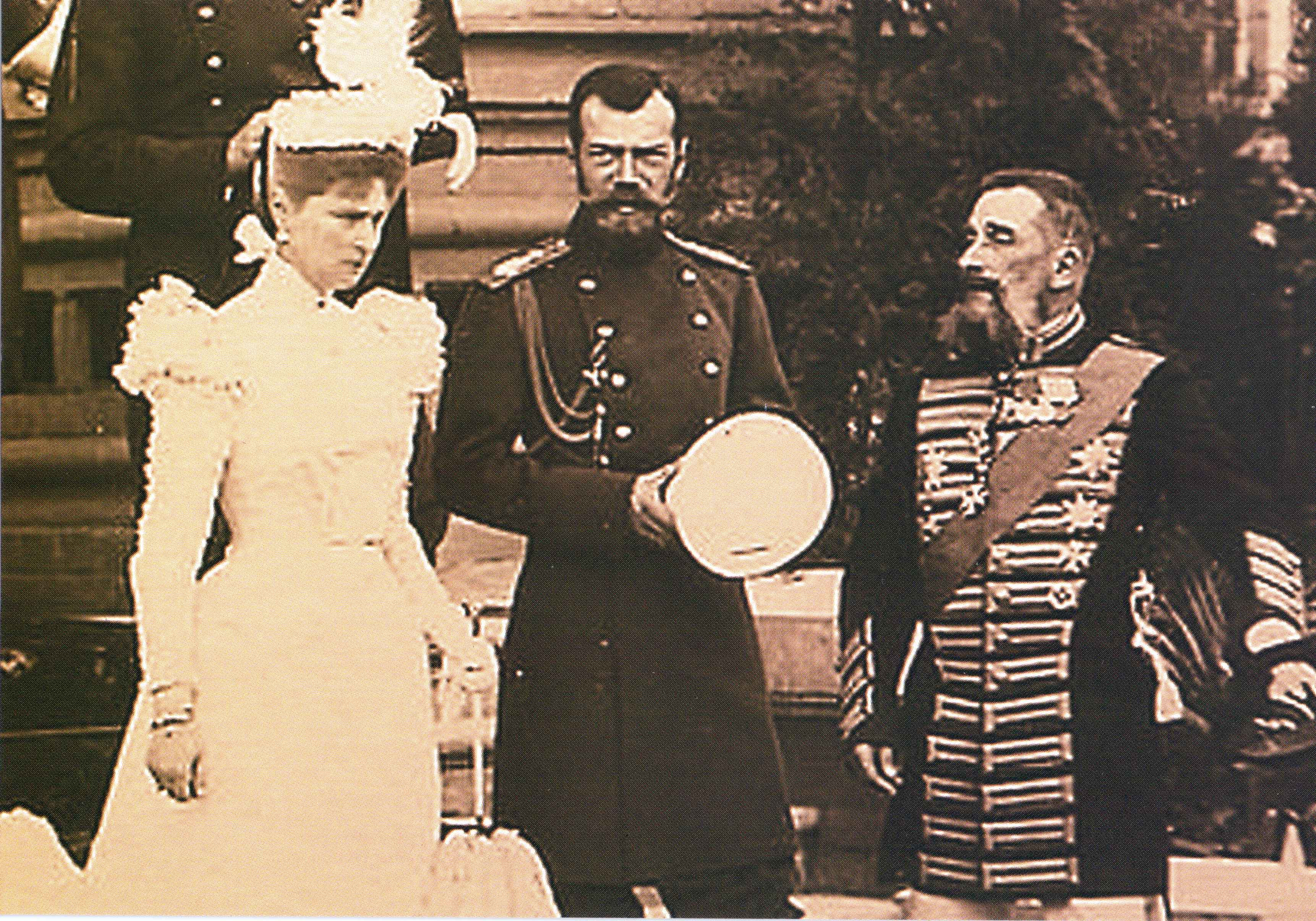
1900 год. С императорской четой в Борках на месте крушения Императорского поезда.

Перейдя на работу в Томск, Тобизен столкнулся с желанием проектировщиков будущей Транссибирской магистрали проложить её в обход Томска. Осенью 1891 года он обратился к министру внутренних дел с просьбой представить государю объяснительную записку томичей, в которой они настаивали на варианте трассы магистрали через Томск (см. также Строительство Транссибирской магистрали в обход Томска).
Он принимал участие в комиссии, работавшей над составлением сметы расходов по сооружению Великого Сибирского пути и связанных с этим вспомогательных предприятий (1893 год), равно как и в комиссии по определению общих положений для земельного устройства крестьян на казённых землях в Сибири.
При Германе Тобизене в Томске появился ипподром, а во время эпидемии холеры губернатор приложил массу усилий, чтобы организовать полноценную медицинскую помощь. Был избран почётным гражданином Томска (1892).
Тобизен в разное время призывался к обсуждению проблем поземельного устройства крестьян Алтайского горного округа на землях Кабинета Его Величества, упорядочения переселенческого движения и прочих сложных вопросов в социальном и общественном устройстве. Был инициатором отмены ссылки в Западную Сибирь как вида наказания и отмены телесных наказаний для женщин-бродяг.
В декабре 1895 года Тобизен представил в Министерство внутренних дел ходатайство жителей посёлка Александровский Томской губернии о переименовании в посёлок Новониколаевский «в честь Его Императорского Величества, благополучно ныне царствующего Государя императора» Николая II. Впоследствии в Новониколаевске в честь губернатора была названа одна из центральных улиц — Тобизеновская (в 1920 году переименована в улицу Максима Горького).
2 января 1902 года назначен сенатором, присутствующим в первом общем собрании Сената.
Умер в Смоленске 9 января 1917 года. После его смерти журналисты сообщили, что в Харькове, где он также был губернатором, служители православной церкви отказались исполнить просьбу общественности и отслужить панихиду по почившему Тобизену. По официальной версии, причиной отказа послужило лютеранское вероисповедание усопшего сановника.
Почётный гражданин г. Харькова.

## Награды
- Орден Святого Станислава 3-й ст.;
- Орден Святой Анны 3-й ст.;
- Орден Святого Станислава 2-й ст.;
- Орден Святой Анны 2-й ст.;
- Орден Святого Владимира 4-й ст.;
- Орден Святого Владимира 3-й ст.;
- Орден Святого Станислава 1-й ст. (1886);
- Орден Святой Анны 1-й ст. (1890);
- Орден Святого Владимира 2-й ст. (1896);
- Орден Белого орла (1899);
- Высочайшее благоволение (1900, 1906);
- Орден Святого Александра Невского (1913); бриллиантовые знаки к ордену (1913);
- Медаль «В память царствования императора Александра III»;
- Медаль «В память коронации Императора Николая II»;
- Медаль «За труды по первой всеобщей переписи населения» (1897);
- Знак отличия беспорочной службы за XL лет;
- Медаль «В память 300-летия царствования дома Романовых» (1913).

Иностранные:
- Орден Святого Иоанна Иерусалимского (1887, королевство Пруссия);
- Орден Золотой звезды 1-й степени (1897, Бухарский эмират);
- Орден Льва и Солнца 1-й степени (1900, Персия).